# William Lloyd Warner
Pour les articles homonymes, voir Warner.
 (mars 2017).
Si vous disposez d'ouvrages ou d'articles de référence ou si vous connaissez des sites web de qualité traitant du thème abordé ici, merci de compléter l'article en donnant les références utiles à sa vérifiabilité et en les liant à la section « Notes et références ».
William Lloyd Warner, né le 26 octobre 1898 à Redlands en Californie et mort le 23 mai 1970 à Chicago en Illinois, est un sociologue américain. Il a été diplômé en 1925 de l'université de Berkeley puis a notamment fait carrière à Harvard, puis à Chicago.

## Les classes sociales en tant que catégorie statistique
Entre 1931 et 1935, William Lloyd Warner mène dans la ville américaine de Yankee City une enquête empirique sur la société américaine. À partir d'un instrument de description statistique concernant le revenu, le logement, différentes normes et valeurs, il définit six classes à partir de la situation économique, du statut social, et du prestige. Ces six strates sont nommées upper-upper class (« classe supérieure supérieure »), lower-upper class (« classe supérieure inférieure »), upper-middle class (« classe moyenne supérieure »), lower-middle class (« classe moyenne inférieure »), upper-lower class (« classe inférieure supérieure ») et lower-lower class (« classe inférieure inférieure »). Ces appellations soulignent l'idée d'un continuum social, les strates apparaissent comme des couches liées et continues où les individus peuvent aller et venir entre elles. En cela, la vision de Warner se rapproche d'une vision libérale de la société offrant des possibilités aux individus de changement de classe (que ce soit de manière ascendante, notamment via le mythe du self-made man, ou descendante), en opposition à la vision marxiste où les classes sociales sont opposées entre elles.

## Source
- Béatrice Barbusse, Dominique Glaymann, La sociologie en fiches, Ellipses, 2005.